# Cláudia
Cláudia – miasto i gmina w Brazylii, w stanie Mato Grosso.